# Jerónimo de la Ossa
Jerónimo de la Ossa, född 9 april 1847, död 1907, var en lyriker från Panama. Han skrev texten till Panamas nationalsång, Himno Istemño.